# Harry Beaumont

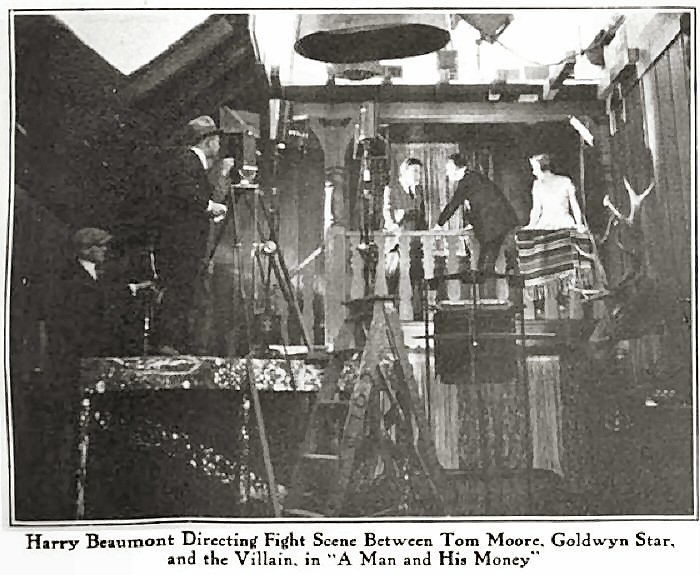
Harry Beaumont în 1919

Harry Beaumont (n. 10 februarie 1888 – d. 22 decembrie 1966) a fost un regizor, actor și scenarist american. A colaborat cu numeroase companii inclusiv Fox, Goldwyn, Metro, Warner Brothers și MGM.
Cele mai mari succese ale sale sunt din timpul epocii filmului mut, când a regizat filme ca Beau Brummel (1924) cu John Barrymore sau Our Dancing Daughters (1928) cu Joan Crawford.
Beaumont a regizat primul film MGM vorbit, muzicalul The Broadway Melody din 1929. Filmul a câștigat Premiul Oscar pentru cel mai bun film în acel an și Beaumont a fost nominalizat la categoria cel mai bun regizor. 

## Filmografie selectivă
- The Broadway Melody (1929)
- Those Three French Girls (1930)

## Legături externe
- Harry Beaumont la Internet Movie Database
- Allmovie bio